# Alpen-Lein
Der Alpen-Lein (Linum alpinum) ist eine Pflanzenart aus der Gattung Lein (Linum) innerhalb der Familie Leingewächse (Linaceae).

## Beschreibung

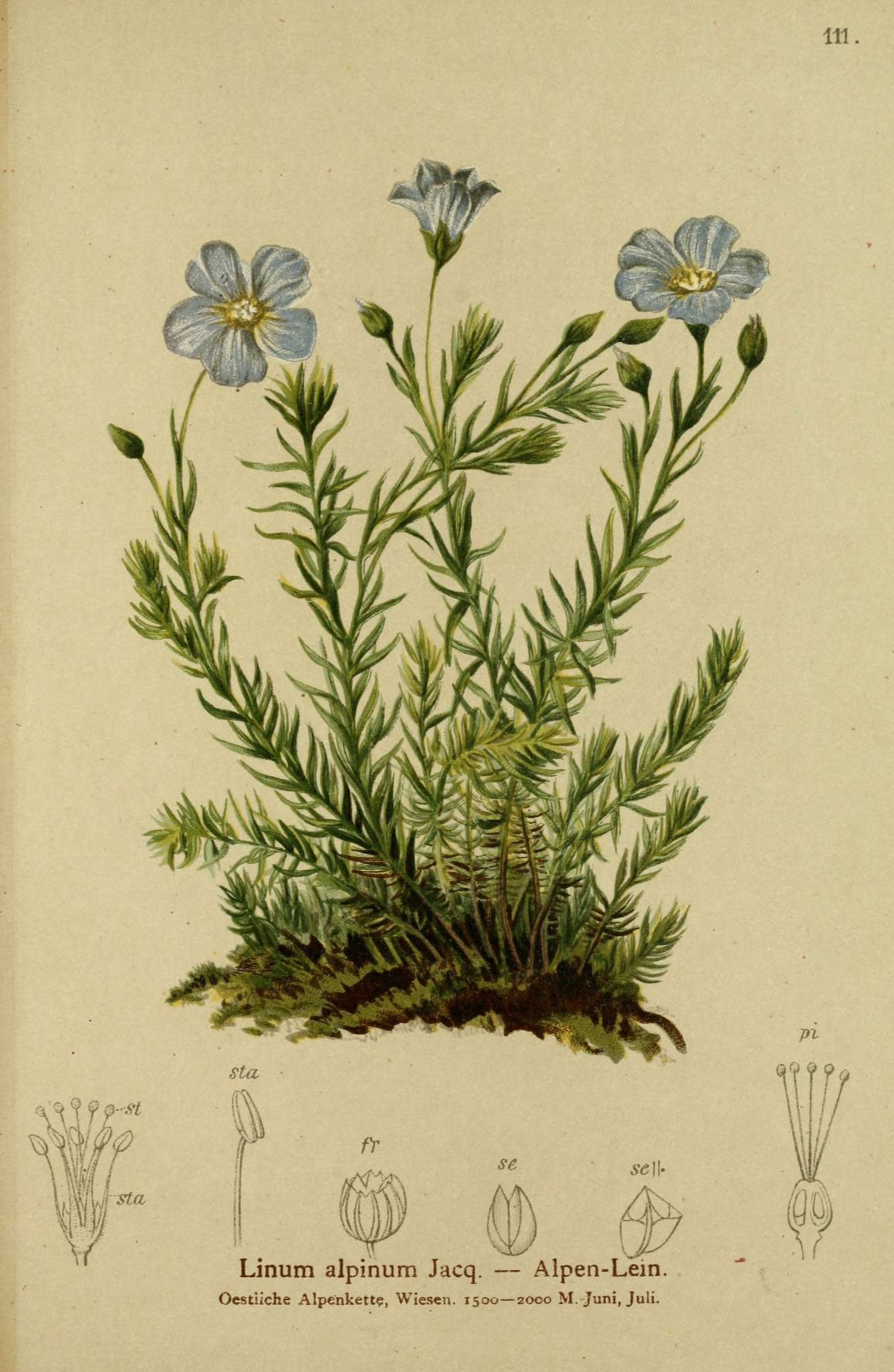
Illustration aus Atlas der Alpenflora, 1882, Tafel 111

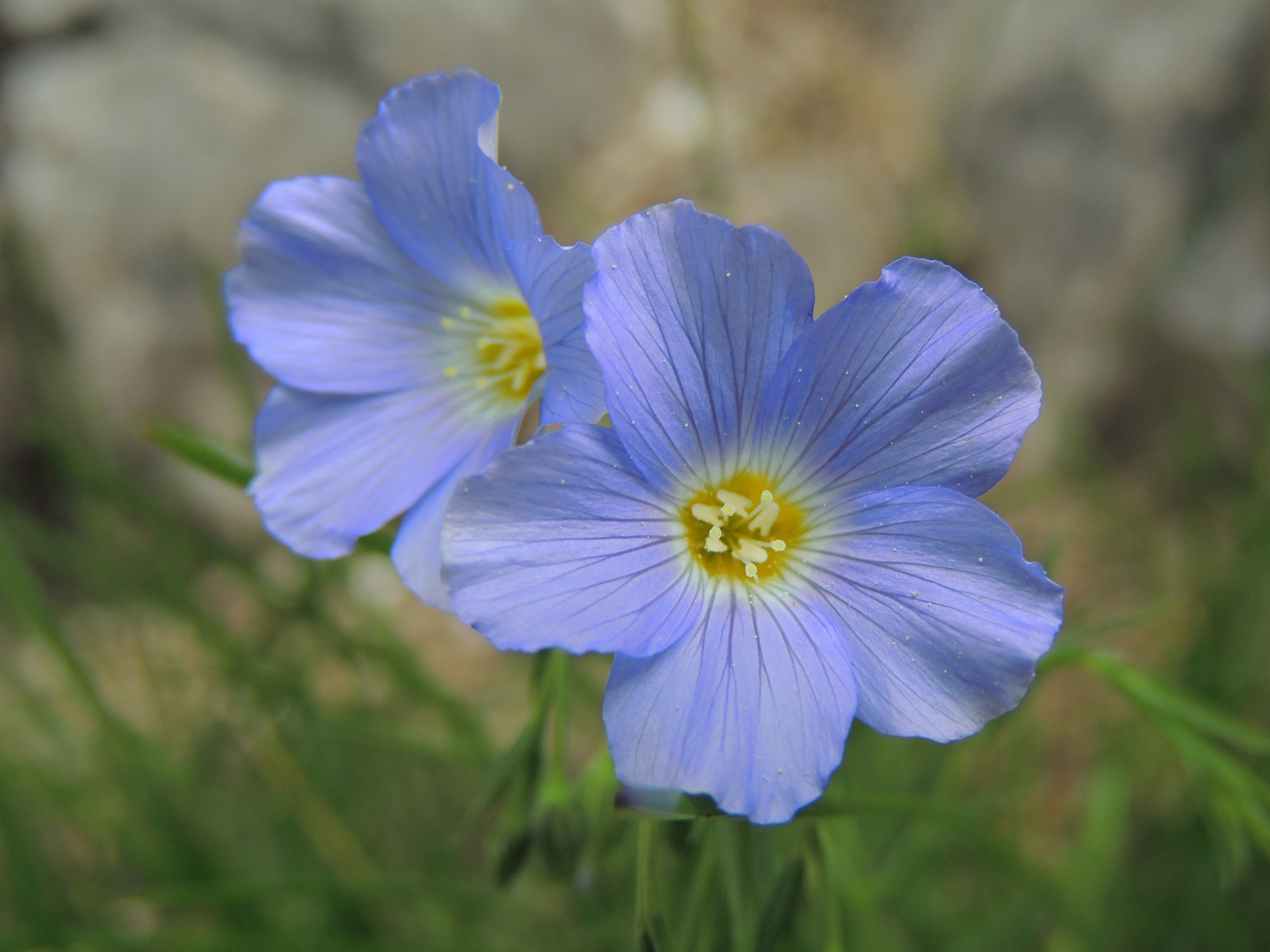
Radiärsymmetrische, fünfzählige Blüte

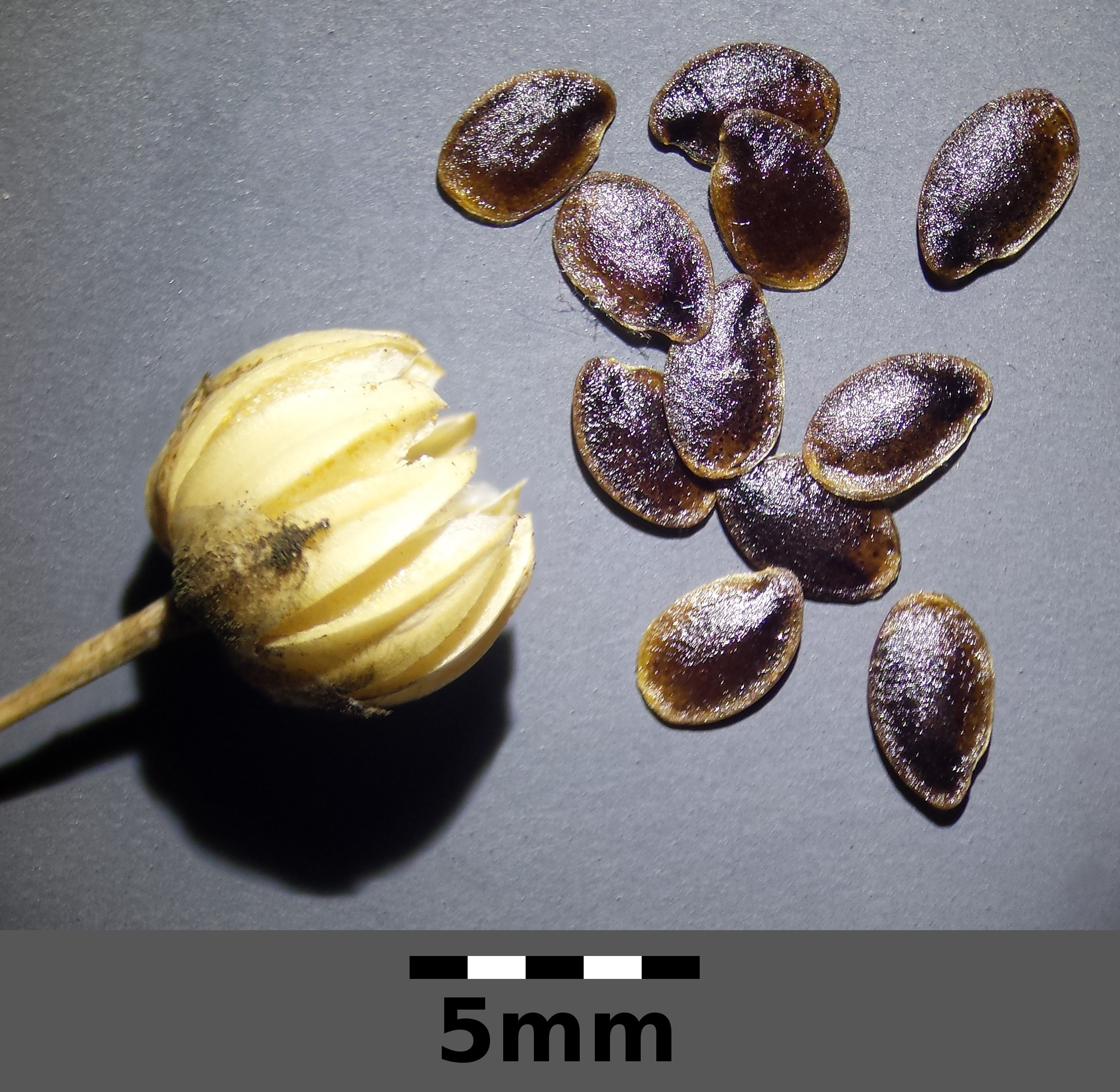
Kapselfrucht und Samen

### Vegetative Merkmale
Der Alpen-Lein ist eine sommergrüne, ausdauernde krautige Pflanze und erreicht Wuchshöhen von 10 bis 30 Zentimetern. Die aufsteigenden bis aufrechten Stängel sind kahl und dicht beblättert. Die wechselständig angeordneten Laubblätter sind sitzend. Die einfache Blattspreite ist bei einer Länge von bis zu 25 Millimetern und einer Breite von 0,5 bis 1 (bis 2) Millimetern linealisch-lanzettlich.

### Generative Merkmale
Die Blütezeit ist Juni bis Juli. Jeweils ein bis acht Blüten stehen in einem lockeren rispigen Blütenstand. Die Blütenstiele sind länger als das nächste Blatt. Die Knospen sind nickend. Die zwittrigen Blüten sind radiärsymmetrisch und fünfzählig mit doppelter Blütenhülle. Die fünf Kelchblätter sind 5 bis 7 Millimeter lang, mit kahlem Hautrand und kurzer, aufgesetzter Spitze. Die hellblauen bis weißlichen Blütenkronen besitzen an ihrem Grund ein gelbes Saftmal. Die fünf freien Kronblätter sind 12 bis 20 Millimeter lang. Die Kronblätter decken sich nur mit den Rändern. Es sind zwei Kreise mit je fünf Staubblättern vorhanden. Die Staubbeutel sind weiß. Die eiförmigen Narben sind höchstens 0,8 Millimeter lang. Die aufrechte oder etwas geneigte, zehnfächrige Kapselfrucht ist 6 bis 8 Millimeter lang. Jedes Fruchtfach enthält einen schwärzlichen Samen, der 4 bis 5 Millimeter lang ist, sehr schmal und häutig berandet.

### Chromosomensatz
Die Chromosomengrundzahl beträgt x = 9; es liegt Diploidie oder Tetraploidie vor mit einer Chromosomenzahl von 2n = 18 oder 36.

## Ökologie
Beim Alpen-Lein handelt es sich um einen sommergrünen Hemikryptophyten.
Blütenökologisch handelt es sich um Scheibenblumen mit mehr oder weniger verborgenen Nektar, da sich die Nektarien an der Basis der Staubblätter befinden. Typische Bestäuber sind Insekten: Arten von Bienen, Hummeln, Wespen, Wollschweber (Bombyliidae) und Schwebfliegen (Syrphidae).
Die Diaspore ist der Samen.

## Vorkommen
Das Verbreitungsgebiet von Linum alpinum reicht von den Pyrenäen bis im nördlichen Ural. Der Alpen-Lein ist eine Hochgebirgspflanze, die in den montanen bis alpinen Höhenstufen in Höhenlagen von 1000 bis 2000 Metern gedeiht.
Im mitteleuropäischen Raum kommt der Alpen-Lein in den nördlichen und südlichen Kalkketten, in den Westalpen, Jura (Gebirge) vor. In Deutschland, wo sie ausschließlich in Bayern im Raum Berchtesgaden-Königssee vorkommt, ist sie in Kategorie 2 = stark gefährdet eingeordnet und ist nach Bundesnaturschutzgesetz (BNatSchG) besonders geschützt.
Die kalkliebende Pflanze besiedelt Kalkfelsfluren, Kalkschutthalden und steinige Kalkmagerrasen in sonniger Lage. Sie ist eine Charakterart der Ordnung Seslerietalia (Alpine Blaugras-Rasen, Klasse Seslerietea albicantis).
Die ökologischen Zeigerwerte nach Landolt & al. 2010 sind in der Schweiz: Feuchtezahl F = 2+ (frisch), Lichtzahl L = 4 (hell), Reaktionszahl R = 4 (neutral bis basisch), Temperaturzahl T = 2 (subalpin), Nährstoffzahl N = 2 (nährstoffarm), Kontinentalitätszahl K = 4 (subkontinental).

## Systematik
Die Erstveröffentlichung von Linum alpinum erfolgte durch Nikolaus Joseph Freiherr von Jacquin. Synonyme für Linum alpinum Jacq. sind: Linum perenne subsp. alpinum (Jacq.) Stoj. & Stef., Linum boreale Juz., Linum komarovii Juz., Linum komarovii subsp. boreale (Juz.) T.V.Egorova. Das Artepitheton alpinum bedeutet „aus den Alpen“.
Je nach Autor gibt es von der Art Linum alpinum mehrere Unterarten:
- Linum alpinum Jacq. subsp. alpinum: Sie kommt gesichert nur in Bulgarien vor.[6]
- Linum alpinum subsp. gracilius (Bertol.) Pignatti (Syn.: Linum alpinum var. gracilius Bertol.): Sie kommt nur in Italien vor.[6]
- Linum alpinum subsp. julicum (Hayek) Hegi (Syn.: Linum julicum Hayek) Sie kommt in Frankreich und Italien vor.[6]
- Linum alpinum subsp. laeve (Scop.) Nyman (Syn.: Linum laeve Scop., Linum montanum DC. nom. illeg., Linum alpinum subsp. montanum (W.D.J.Koch) Bonnier & Layens, Linum perenne subsp. montanum (W.D.J.Koch) Ockendon): Sie kommt gesichert in der Schweiz, in Deutschland, Österreich, Liechtenstein, Frankreich, Bosnien und Herzegowina und Bulgarien vor.[6]
- Linum alpinum subsp. pirinicum Petrova: Sie kommt nur in Bulgarien vor.[6]

Nicht mehr hierher wird gerechnet:
- Linum alpinum subsp. anglicum sensu P.Fourn. => Linum leonii F.W.Schultz.

## Nutzung
Sorten werden als Zierpflanzen verwendet.